# Zheng Keshuang
Zheng Keshuang, Príncipe de Yanping 鄭克 13 (13 de agosto de 1670 - 22 de septiembre de 1707), nombre de cortesía Shihong, nombre de arte Huitang, fue el tercer y último gobernante del Reino de Tungning en Taiwán en el siglo XVII. Era el segundo hijo de Zheng Jing y un nieto de Koxinga (Zheng Chenggong). Se rindió al Imperio Qing de la China continental en 1683 y vivió el resto de su vida en Beijing.

## Vida
Zheng Keshuang nació en la prefectura de Chengtian (zh) del Reino de Tungning en Taiwán; el centro administrativo de la prefectura de Chengtian estaba en Fort Provintia. Su padre era Zheng Jing, el rey de Tungning y el hijo mayor de Koxinga (Zheng Chenggong), el fundador de Tungning. Su madre biológica era Lady Huang (黃氏), concubina de Zheng Jing.
Cuando Zheng Jing lideraba una campaña contra el Imperio Qing liderado por los manchúes en China continental a fines de la década de 1670, designó a su hijo mayor, Zheng Kezang, como su heredero y lo puso a cargo de los asuntos internos de Tungning. Al mismo tiempo, también organizó matrimonios entre sus dos hijos y las hijas de dos de sus funcionarios de mayor confianza: Zheng Kezang se casó con la hija de Chen Yonghua (zh), mientras que Zheng Keshuang se casó con la hija de Feng Xifan.
Zheng Jing regresó a Tungning en 1680 después de una campaña fallida contra el Imperio Qing. En el mismo año, Chen Yonghua murió después de que fuera expulsado de la política por sus rivales, Feng Xifan y Liu Guoxuan (劉國軒). Zheng Jing murió un año después en la prefectura de Chengtian. Después de la muerte de Zheng Jing, Feng Xifan se alió con Liu Guoxuan, Zheng Cong (鄭 聰) y otros para difamar a Zheng Kezang frente a la reina viuda Dong, la madre de Zheng Jing. Afirmaron que Zheng Kezang no era el hijo biológico de Zheng Jing, y dieron un golpe para matar a Zheng Kezang y tomar el poder. Tras el golpe, Zheng Keshuang, de 12 años, fue instalado en el trono como gobernante de Tungning bajo el título de "Príncipe de Yanping" (延平 王). Después de su acceso al trono, Zheng Keshuang recompensó a los oficiales que lo apoyaron en el golpe concediéndoles títulos de nobleza. También otorgó títulos honorarios póstumos a sus antepasados.
En 1683, el emperador Kangxi del Imperio Qing ordenó a Shi Lang que condujera una flota naval para atacar y conquistar Tungning. Shi Lang y su flota derrotaron a las fuerzas de Tungning, dirigidas por Liu Guoxuan, en la Batalla de Penghu. Después de la batalla, la corte real de Tungning se dividió en dos facciones, una abogaba por la guerra y la otra abogaba por la rendición. La facción de "guerra" estuvo liderada por Zheng Dexiao (鄭 得,), Huang Liangji (黃良驥), Xiao Wu (蕭武) y Hong Gongzhu (洪 拱 柱), mientras que la facción de "rendición" estuvo dirigida por Feng Xifan y Liu Guoxuan. Zheng Keshuang hizo caso del consejo de Feng y Liu.  El 5 de julio de 1683, Feng Xifan ordenó a Zheng Dexiao que escribiera un documento de rendición ante el Imperio Qing. Aproximadamente diez días después, Feng envió a Zheng Keshuang a encontrarse con Shi Lang. El 13 de agosto, Shi Lang entró en Taiwán y recibió la rendición oficial.
Se otorgaron títulos nobles a los oficiales de los Zheng y a los Zheng mismos.  Zheng Keshuang y su familia fueron llevados a la capital imperial de Qing, Pekín, para encontrarse con el emperador Kangxi. El emperador convirtió a Zheng Keshuang en miembro de la Plain Red Banner y le otorgó el título hereditario de "Duke Haicheng" (海澄 公; lit. "duque que calma el mar").  Algunas antiguas unidades militares de Tungning, como las tropas de escudos de ratán, fueron incorporadas al ejército Qing y desplegadas en la batalla contra los cosacos rusos en Albazin.
Zheng Keshuang murió de enfermedad en 1707 en Beijing a la edad de 37 años. El gobierno de Qing ordenó a su hermano menor, Zheng Kexue (鄭克 壆), enterrar los restos de Zheng Chenggong y Zheng Jing en Quanzhou, Fujian, el hogar ancestral de la familia Zheng. La madre de Zheng Keshuang, Lady Huang, intentó pedir permiso al gobierno de Qing para que le devolvieran las propiedades de su familia, pero fue rechazado.
A Zheng Keshuang le sobrevivieron tres hijos: Zheng Anfu (鄭安福), Zheng Anlu (鄭安祿) y Zheng Ankang (鄭安康). El poeta taiwanés Zheng Chouyu (鄭愁予, nacido en 1933) es un presunto descendiente de Zheng Keshuang.